# Manlio Brosio
Manlio Giovanni Brosio (Torí, 10 de juliol de 1897 – 14 de març de 1980) va ser un advocat, diplomàtic i polític italià. Va ser el 4t Secretari General de l'OTAN.
Nascut a Torí, Brosio va estudiar a la universitat local. Durant la Primera Guerra Mundial va servir al regiment alpí com a oficial d'artilleria. Després de la guerra, es va graduar i, el 1920, va començar la seva carrera política. Poc després va quedar marginat per la seva oposició al feixisme.
En el transcurs de la Segona Guerra Mundial, abans de la invasió aliada d'Itàlia el 1943, va passar un temps a la clandestinitat, convertint-se finalment en membre del Comitè d'Alliberament Nacional. Després de la guerra va tornar a entrar en política, convertint-se en Ministre de Defensa el 1945.
El gener de 1947, Brosio va ser nomenat ambaixador italià a la Unió Soviètica, implicant-se en les negociacions entre els dos països per assolir un tractat de pau. El 1952 va passar a ser ambaixador al Regne Unit, el 1955 als Estats Units i entre 1961 i 1964 a França.
El 12 de maig de 1964, l'OTAN va nomenar Brosio per succeir Dirk Stikker com a secretaru general de l'organització. Va dimitir el 3 de setembre de 1971. El 29 de setembre següent, el President dels Estats Units Richard Nixon el va guardonar amb la Medalla Presidencial de la Llibertat.
Brosio va morir a Torí. Era oncle de la cantant i presentadora de televisió Vanna Brosio.